# 武仙座星流
武仙座星流是由恆星組成的一個大移動星群，尾隨在銀河自轉本地速率的後方，並且超越在盤面之外，星流中的成員有時就被稱為武仙座的恆星。這個星流起初被假設是星團經過蒸發一段時間後的殘骸，因而不受重力的約束；或者，武仙座星流是在與銀河系中心的星系棒共振影響形成的。這個星流在空間速度的V分量相當於40km/s。